# Dendrocopos leucopterus
Dendrocopos leucopterus là một loài chim trong họ Picidae.